# Municipio de Iron (condado de Iron)
El municipio de Iron (en inglés: Iron Township) es un municipio ubicado en el condado de Iron en el estado estadounidense de Misuri. En el año 2010 tenía una población de 1131 habitantes y una densidad poblacional de 7,25 personas por km².

## Geografía
El municipio de Iron se encuentra ubicado en las coordenadas 37°41′26″N 90°44′11″O / 37.69056, -90.73639. Según la Oficina del Censo de los Estados Unidos, el municipio tiene una superficie total de 155.98 km², de la cual 155,44 km² corresponden a tierra firme y (0,35 %) 0,54 km² es agua.

## Demografía
Según el censo de 2010, había 1131 personas residiendo en el municipio de Iron. La densidad de población era de 7,25 hab./km². De los 1131 habitantes, el municipio de Iron estaba compuesto por el 97,7 % blancos, el 0,09 % eran afroamericanos, el 0,27 % eran amerindios, el 0,18 % eran asiáticos, el 0,09 % eran de otras razas y el 1,68 % eran de una mezcla de razas. Del total de la población el 0,62 % eran hispanos o latinos de cualquier raza.